# Wozrożdionnyj
Wozrożdionnyj (ros. Возрождённый) – osiedle w Rosji, w obwodzie rostowskim, w rejonie aksajskim. W 2021 liczyło 334 mieszkańców.